# پسال د گاییناس
پسال د گاییناس (به اسپانیایی: Pozal de Gallinas) یک شهرستان در اسپانیا است که در استان وایادولید واقع شده‌است.